# Гагаузький алфавіт
Сучасний гагаузький алфавіт — це 31-літерний латинський алфавіт, створений за зразком турецької абетки. Раніше, за радянської влади, офіційною писемністю гагаузів була кирилиця.
Гагаузька мова була вперше написана грецькими літерами наприкінці ХІХ століття.  
Сучасний гагаузький алфавіт із 31 літери, який використовується для гагаузької мови, є латинським алфавітом, створеним за зразком турецького та азербайджанського.

## Історія
Схоже, що першим алфавітом, який використовувався для гагаузької мови, був грецький алфавіт наприкінці ХІХ століття. Наприклад, сходознавець Отто Блау стверджував, що п’єси Евріпіда були перекладені гагаузькою мовою і написані грецькими літерами.
У 1904 році Михаїл Чакір звернувся до Синоду РПЦ за дозволом про випуск релігійної літератури гагаузькою мовою. Після отримання дозволу він уже в 1907 випустив у власному перекладі на гагаузьку мову уривки зі Старого Завіту, богослужбове Євангеліє і Євангеліє від Матвія.
Він використовував алфавіт, що мало відрізнявся від російського. У ньому не було літери щ, а також були додаткові літери та диграфи дж, i, аа, её, оо, ии, ыы, юю.
Після 1918 року, коли Бессарабія увійшла до складу Румунського королівства, Михаїл Чакір ініціював адаптацію гагаузької мови до латинської абетки.
Він використовував літери a, â, ă, b, c, d, e, f, g, h, i, î, j, l, m, n, o, p, r, s, ş, t, ţ, u, v, ƶ, а також ди-, три- та тетраграфи: aa, ââ, ee, ea, eaea, ii, ia, îa, ăă, io, ioio, iu, iuiu, oo, uu, ce, cea, ci, cia, cio, ciu, dj.
У 1934 році гагаузькою мовою (в латинській абетці) вийшла книга Чакіра «Історія бессарабських гагаузів», а через два роки — його робота «Весільні обряди гагаузів». 1938 року в його редакції вийшов гагаузько-румунський словник.
Починаючи з 1957 року для гагаузької мови знову використовувалася кирилиця.
13 травня 1993 року парламент Республіки Молдова ухвалив рішення про офіційне затвердження латинської абетки для гагаузької мови. Згодом це рішення було змінене в 1996 році. Офіційно прийнятий гагаузький алфавіт створений за зразком сучасного турецького алфавіту з додаванням трьох літер: ⟨ä⟩   для позначення звуку [æ] (як ⟨ə⟩   в азербайджанській мові), ⟨ê⟩   для позначення [ə] (schwa) звук, якого немає в турецькій мові, і ⟨ț⟩ або ⟨ţ⟩ для позначення звука [ts], як у румунській мові. З іншого боку, на відміну від кримськотатарської, турецької та деяких інших тюркських мов, у гагаузькій немає звуку ⟨ğ⟩, який у гагаузькій мові повністю замовк. Замість коми для Ç, Ş і Ţ слід використовувати знаки для узгодженості, оскільки C з комою не існує в румунській мові, а в турецькій мові для Ç і Ş використовуються символи cedillas, хоча Ț часто зустрічається.

## Латинський алфавіт
У своєму стандартному порядку літери гагаузького алфавіту такі:
A, Ä, B, C, Ç, D, E, Ê, F, G, H, I, İ, J , K, L, M, N, O, Ö, P, R, S, Ş, T, Ţ, U, Ü, V, Y, Z.
I з крапкою та без крапки – це окремі літери, кожна з яких має власну форму верхнього та нижнього регістру. I — велика форма ı, а İ — велика форма i . У гагаузькому алфавіті немає q, w або x. Натомість ці символи транслітеруються гагаузькою мовою як k, v та ks відповідно.
| A a | Ä ä    | B b      | C c   | Ç ç     | D d | E e    | Ê ê    |
| [ɑ] | [æ~ɛ]  | [b]      | [dʒ]  | [tʃ]    | [d] | [e]    | [ə]    |
| F f | G g    | H h      | я я   | İ i     | J j | K k    | L l    |
| [f] | [g, ɟ] | [x, h~ħ] | [ɯ~ɨ] | [i]     | [ʒ] | [k, c] | [l, ʎ] |
| М м | N n    | О о      | Ö ö   | P p     | R r | S s    | Ş ş    |
| [м] | [n, ɲ] | [о]      | [ø]   | [p]     | [r] | [s]    | [ʃ]    |
| T t | Ţ ţ    | U u      | Ü ü   | V ст    | Y y | Z z    |        |
| [т] | [ts]   | [u]      | [y]   | [w, vʲ] | [j] | [z]    |        |

## Кирилиця(історична)
| А а | Ӓ ӓ | Б б | В в | Г г | Д д | Е е | Ё ё |
| Ж ж | Ӂ ӂ | З з | И и | Й й | К к | Л л | М м |
| Н н | О о | Ӧ ӧ | П п | Р р | С с | Т т | У у |
| Ӱ ӱ | Ф ф | Х х | Ц ц | Ч ч | Ш ш | Щ щ | Ъ ъ |
| Ы ы | Ь ь | Э е | Ю ю | Я я |     |     |     |